# Alonso Mendo de Solís
Alonso Mendo de Solís (Trujillo, Extremadura; ¿? – ibídem, 1604) fue un militar español que participó en la guerra de Flandes.

## Nacimiento

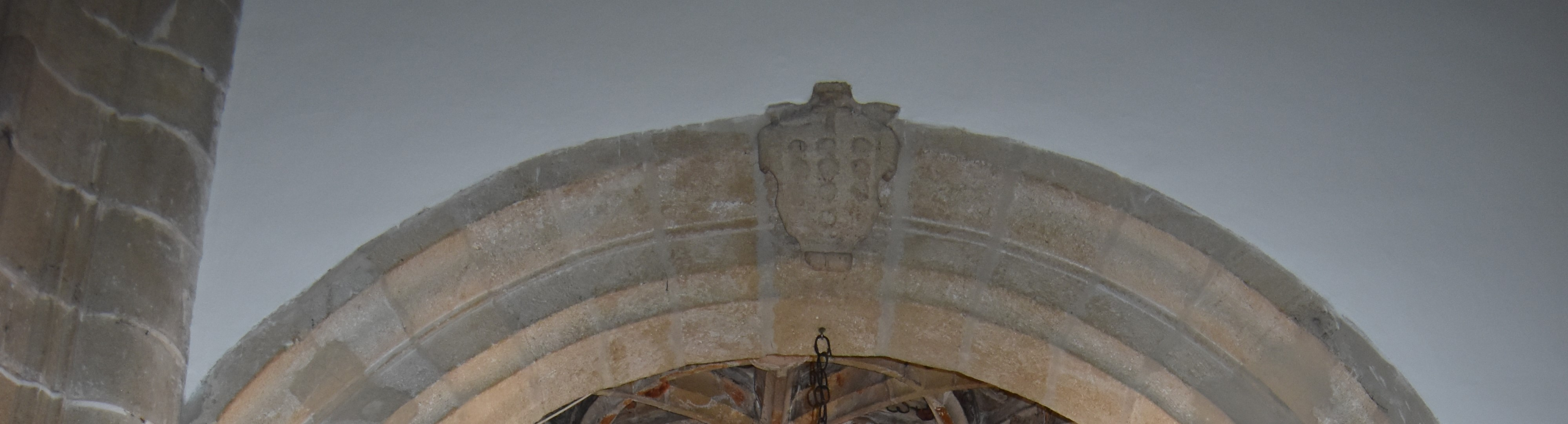
Armas del linaje Altamirano en la «capilla de Alonso Mendo»

Nacido en Trujillo, de procedencia seguramente hidalga. Debió pertenecer al bando trujillano de los Altamirano, ya que aparecen las armas de este linaje en el arco de entrada a su capilla. Como desconocemos su fecha de nacimiento, no podemos saber si era él el que litigó su hidalguía ante la Real Chancillería de Granada en 1558, o su padre o un familiar también llamado Alonso Mendo; ni tampoco la relación con el Alonso Mendo, natural de Trujillo, que viajó a las Indias en 1558 en la nao La Trinidad (seguramente el mismo que el de la ejecutoria de hidalguía).

## Carrera militar

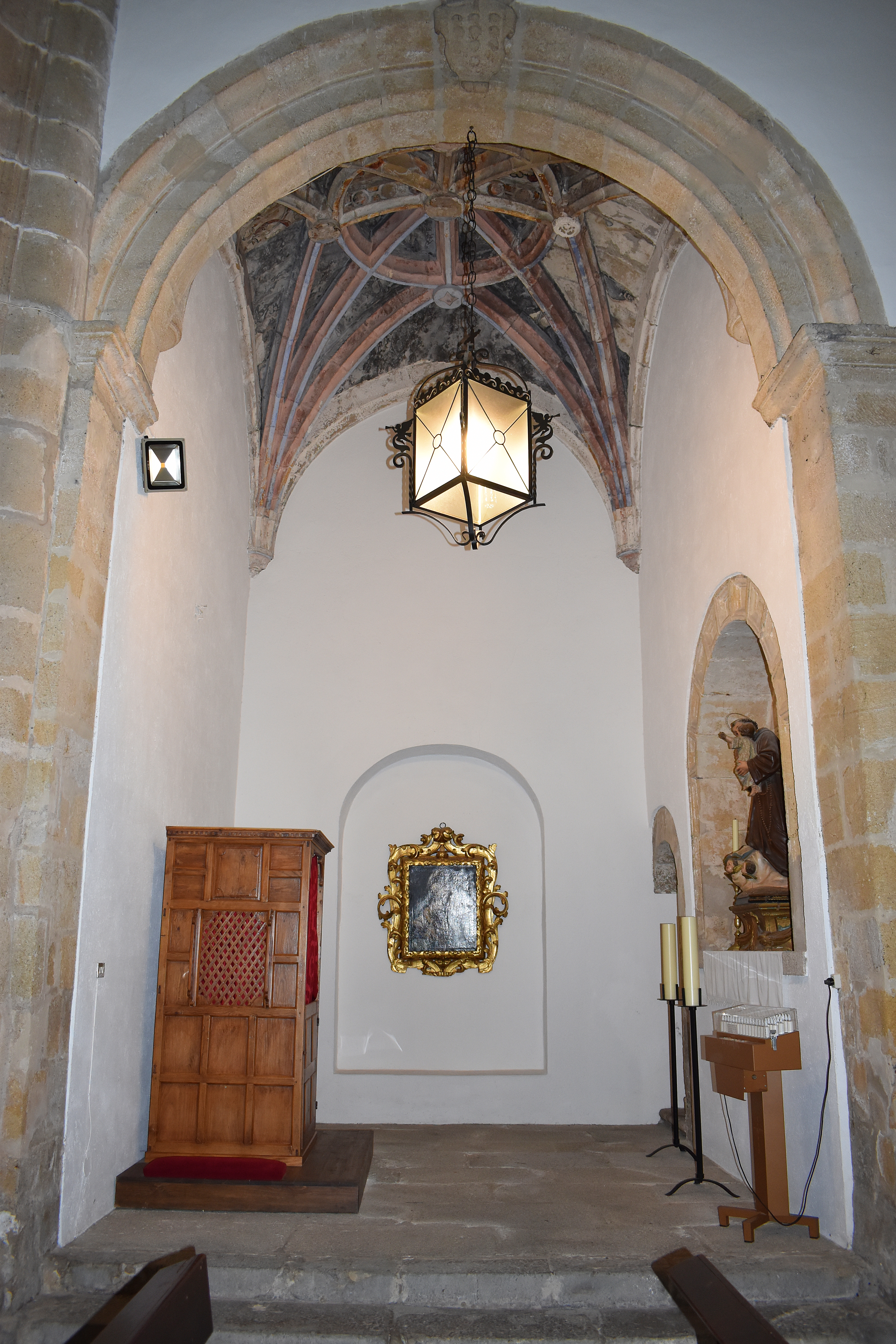
«Capilla de Alonso Mendo». Convento de San Francisco, Trujillo (Cáceres)

Se desconocen sus comienzos en el Ejército, pero debió iniciar su carrera de oficial a las órdenes de Alejandro Farnesio y don Juan de Austria, pasando posteriormente al Tercio del coronel Francisco Verdugo y alcanzando el grado de Capitán y de Teniente Coronel del propio Verdugo. Participó en importantes batallas como la Batalla de Noordhorn en 1581 o la toma del castillo de Keppel. 
En la década de 1590 todavía seguía en activo, participando en las defensas de lugares como Ootmarsum y Oldenzaal frente a Mauricio de Nassau, llegando a ser gobernador de esta última plaza. Una de sus últimas apariciones fue el acompañamiento al archiduque Alberto de Austria a su llegada a los Países Bajos en calidad de Gobernador General en 1596, mandando una de las diez compañías que se levantaron y estando junto a personajes posteriormente tan importantes como Carlos Coloma. 
Fue considerado el mejor caballo ligero de su tiempo, reconociendo el famoso capitán Alonso Vázquez que era un "valentísimo soldado", y tuvo que ser también muy estimado por  Felipe III y el archiduque Alberto, ya que existe en la Biblioteca Nacional de España una carta fechada en 1601 del Rey a su primo recomendando al capitán Mendo. En ese mismo año, 1601, en el Consejo Privado de Bruselas ganaba un juicio contra Pierre Sucquet, a quien le condenaban a pagar los costos de dicho juicio.
También se lo menciona en algunas publicaciones como a uno de los extremeños notables. No es posible saber si el II conde de Noroña hacía referencia al capitán Mendo con su verso: «Ardiente capitán, Mendo famoso» de su poema heroico-cómico La Quicáida, pero sin duda es una buena descripción de este personaje.
Murió en 1604 en Trujillo, habiendo dejado un inventario de bienes donde destacaba su extenso vestuario y ricas joyas. Asimismo, poseía múltiples reliquias que se depositaron en la «capilla de Mendo» o «capilla de las reliquias» del convento de San Francisco de Trujillo.

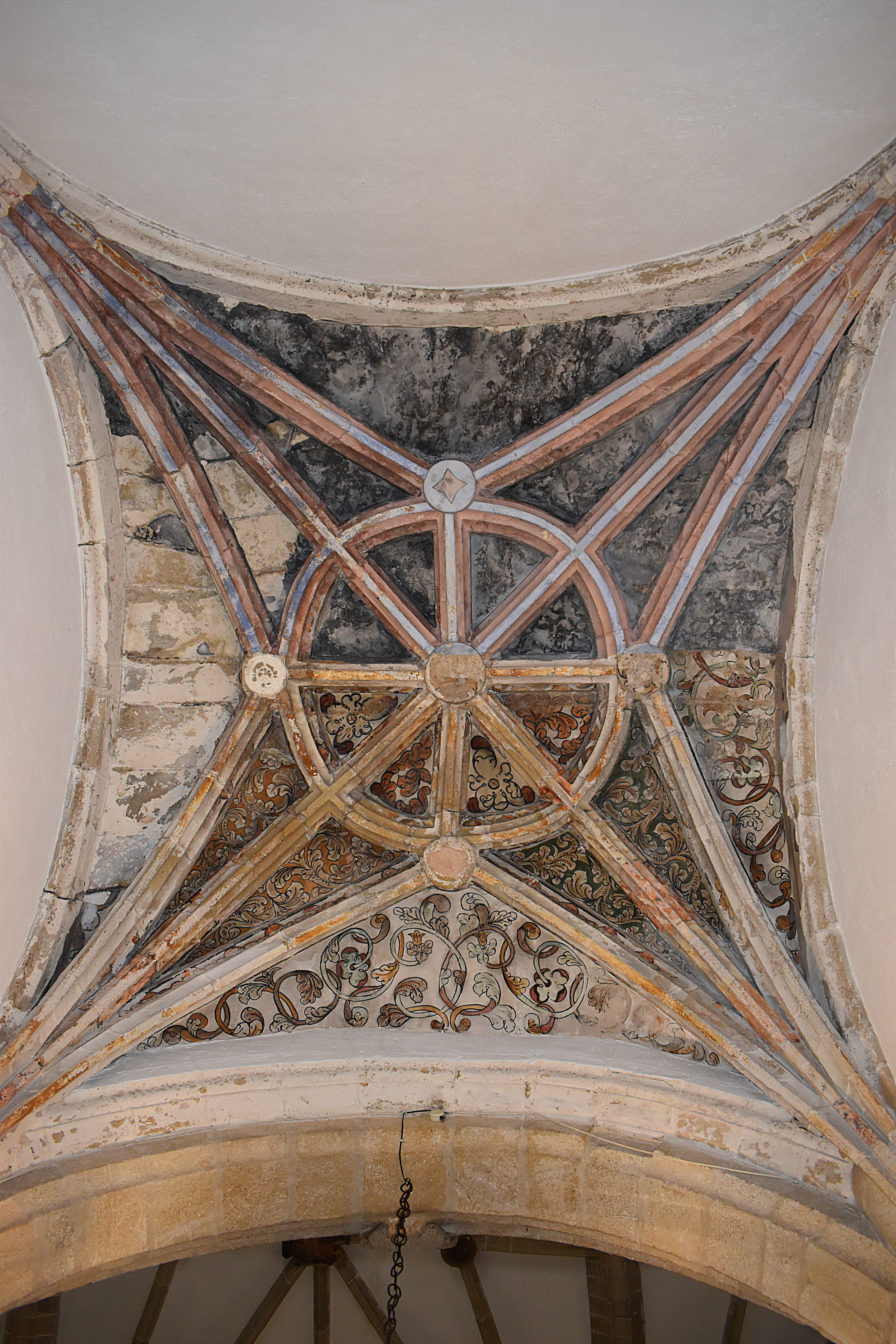
Detalle de la policromía del techo de la «capilla de Mendo»

## Matrimonio y descendientes
No llegó a casarse, pero tuvo tres hijos naturales con María de Austria, una austríaca que debió conocer durante sus estancias por Europa. El primogénito, Alonso, sobre el que constituyó su mayorazgo; Juan; e Isabel, que casó con el hidalgo extremeño Martín González de Trejo y de la que existe descendencia actualmente.
En la Real Provisión de 1733 a favor de Rodrigo Mendo Becerra, vecino de Trujillo, no consta el nombre de sus antepasados, pero es posible que fuera familia del capitán.